# Heteropyxis natalensis
Heteropyxis natalensis là một loài thực vật có hoa trong Họ Đào kim nương. Loài này được Harv. mô tả khoa học đầu tiên năm 1863.

## Hình ảnh

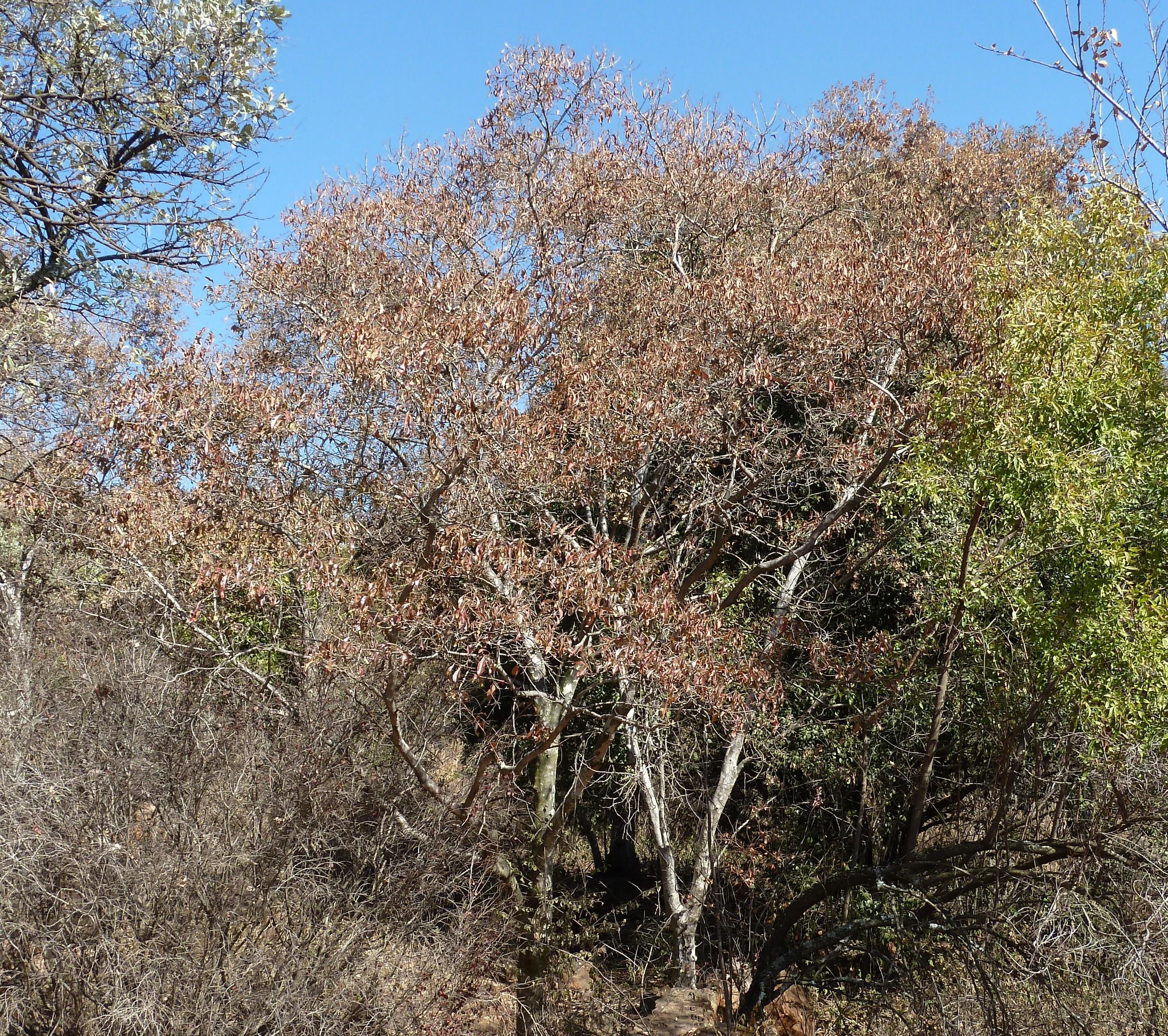
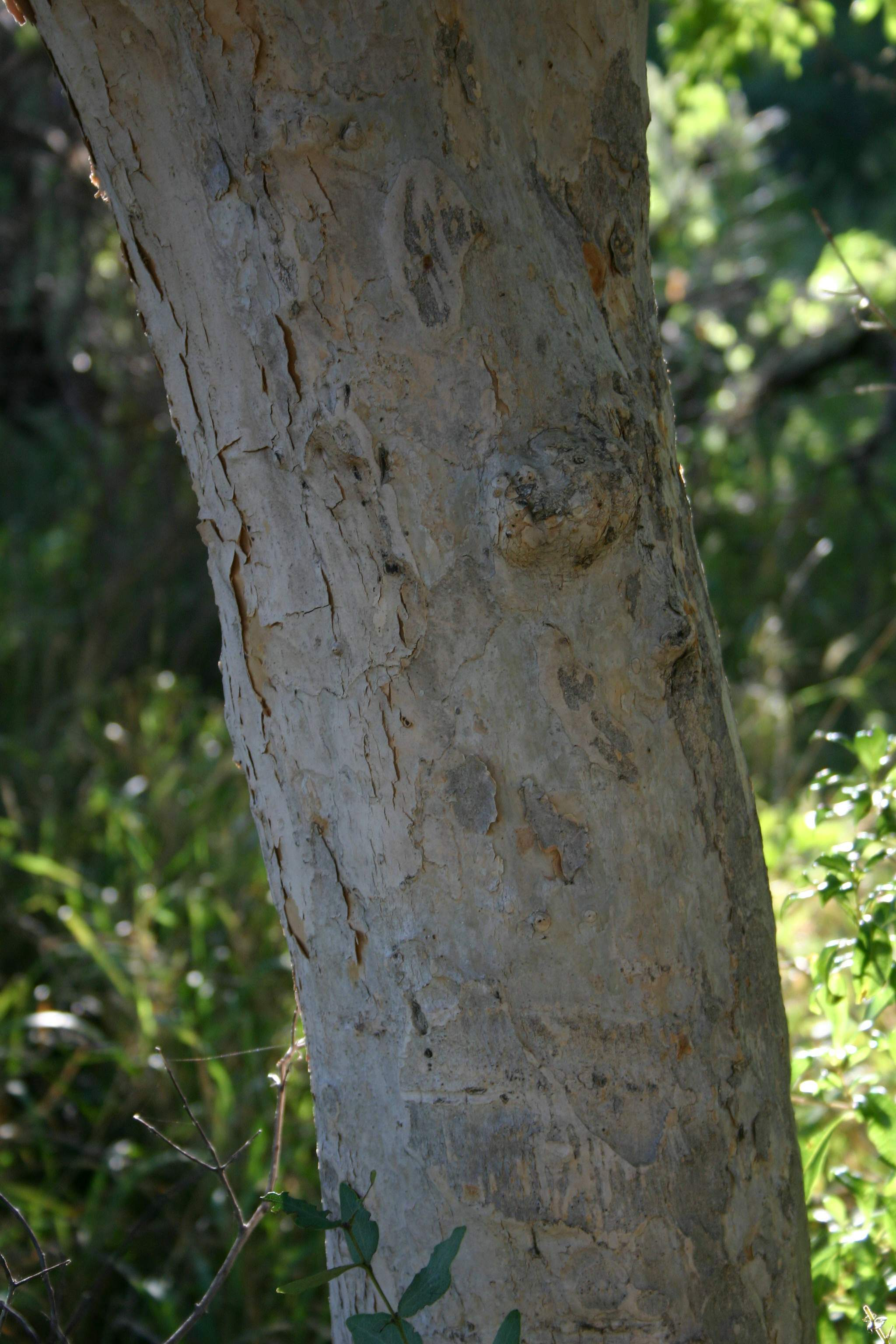
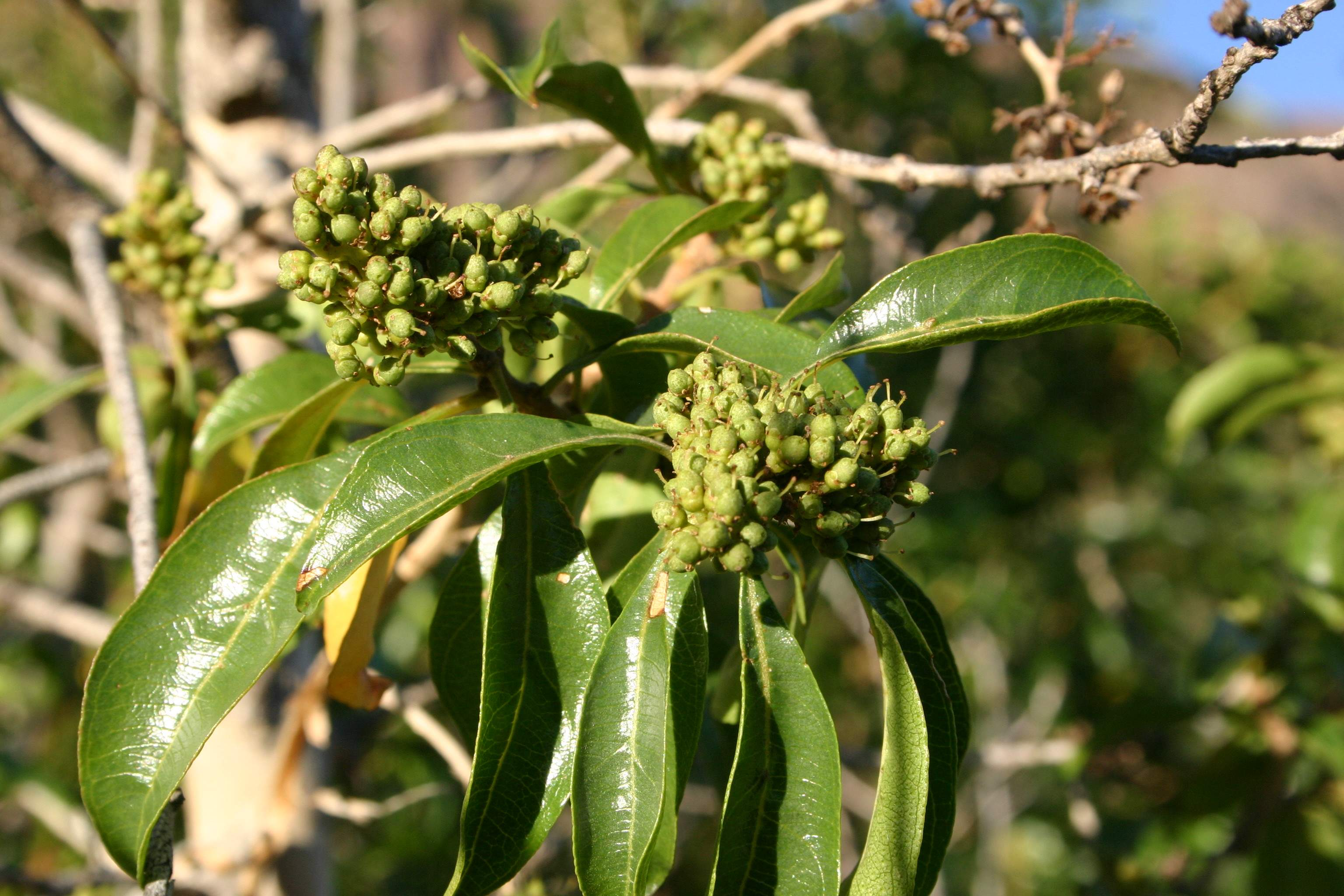
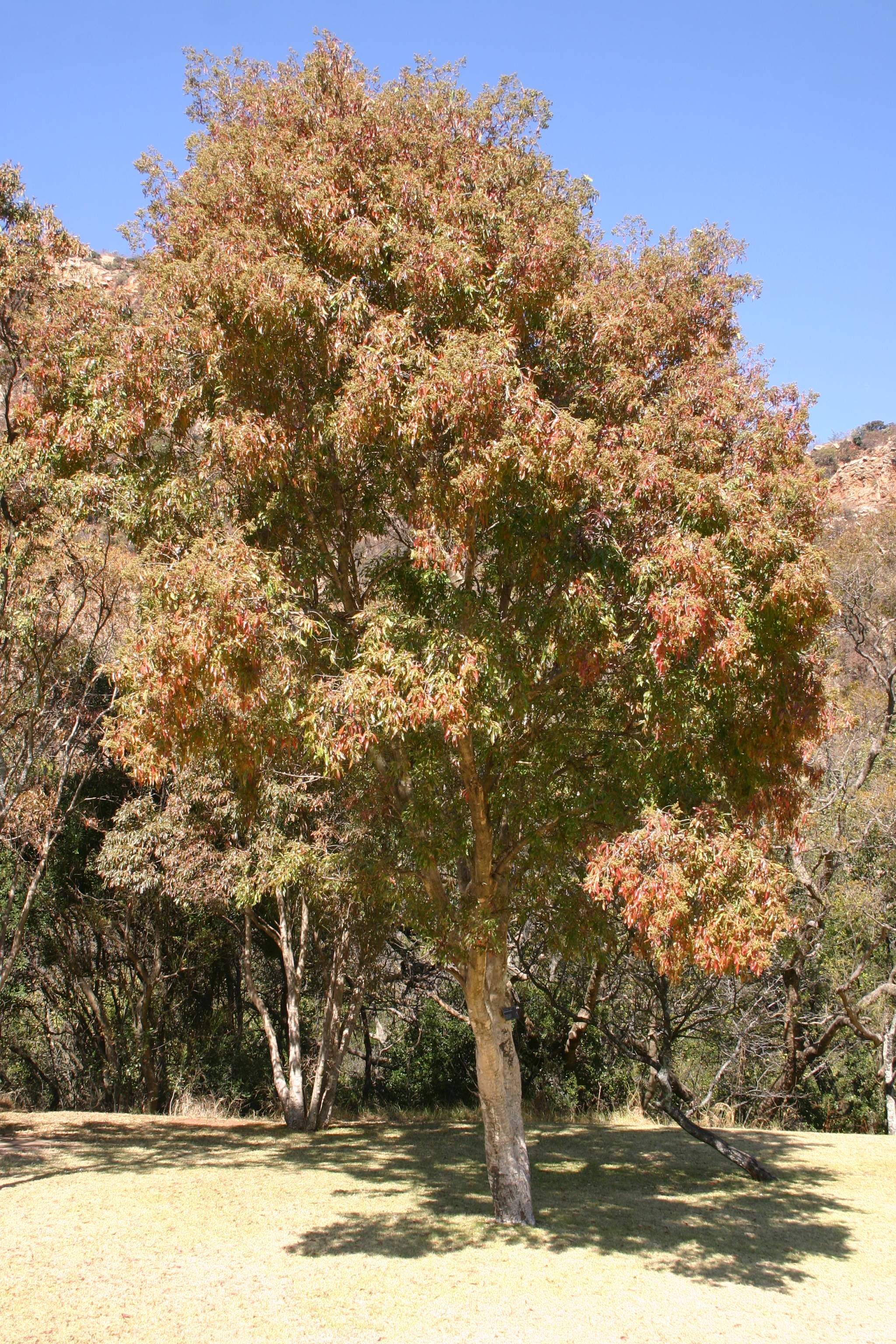